# 가정교육
가정교육(家庭教育)은 가정에서 일상생활을 통해 행하여지는 교육이다. 가정 교육은 예의범절, 정서, 품위, 도덕 등 인격 형성에 중점을 두어 교육을 한다고 인식되어 있다. 자녀교육은 사회적인 존재로서 사회를 창조 발전시킬 수 있는 인간성을 형성한다는 것이라든지 사회에 적응해 갈 수 있는 능력을 지닌 인간을 형성한다고도 한다.

## 개요
자녀를 양육한다는 것은 옛날에나 지금에나 변함없는 가족의 기본적인 기능이라는 것은 부정할 수가 없다. 아이들을 낳아 길러 창조성이 넘치는 인간으로 형성시켜 가며, 그것이 사회를 구성하며, 사회를 창조 발전시켜 가게 되므로, 아이들의 양육은 가족에 과해진 중요한 역할이 된다. 인간성의 형성은 주로 후천적으로 이루어지고, 그 기초는 2살쯤에서 6살 사이에 정해진다고 일컬어지고 있다. 따라서 이 동안에 있어서 가족원들이 수행하는 역할은 매우 크고 중요하다.
과거와 같은 제도적인 그리고 관습화된 가족에 있어서는 그 나름대로의 일관된 자녀교육이 있었다. 그러나, 그의 붕괴와 가족원의 개별화 경향 그리고 가족원의 연대감이 희박해지고 있는 현대가족에 있어서는 자녀교육의 일관성과 지속성이 상실되는 일도 나타나게 된다. 우발적인 자녀교육은 자녀들의 인간성 형성에 있어서 커다란 손해를 주는 것이 되기도 한다.
현대사회 속에서는 자녀교육은 현저히 곤란하게 되고 애매한 것이 되어, 인간의 형성에서 실리적인 것을 노리는 자녀교육으로 변해가고 있다. 현재의 부모들이 과거에 자신들이 받았던 자녀교육을 자신감과 권위를 가지고 자녀들에게 전해가는 사회적 기반이 붕괴되고 말았다. 또한, 이제까지의 자녀교육 내용은 사회 전체의 가치체계로서 부정되었고, 그로 말미암은 혼돈상태에 놓여져 있다. 개인주의의 전파는 이기주의적인 경향을 키우게 되어 자녀교육의 내용이 그에 적응해 가는 경향을 보이고 있다. 또한, 소비혁명, 대중사회적 분위기가 생활화되어 과거의 사회에 대한 이상주의적인 태도나 사회 속에서 크게 성공하겠다는 생각이 사라지고, 그것보다는 오히려 사생활을 중요시하고, 생활을 즐기는 작은 행복에서 적극적 가치를 발견하는 경향이 강해졌다.

## 교육의 내용
조사의 실례를 들면, 도시에 살고 있는 어머니는 ‘생활 주변의 정돈’, ‘자기의 행동에 책임을 진다’, ‘부모 동기에게 애정을 가지고’ 또는 ‘훌륭한 단체생활을 할 수 있는 사람이 되게’ 라는 형으로 자녀교육을 생각하고 있고, 농촌의 어머니들은 남자 아이에게 ‘건강에 주의’, ‘무엇에나 끈기있게’, ‘자기의 행동에 책임을 지고’, ‘훌륭한 단체생활을 할 수 있는 사람이 되게’, ‘부모 동기에게 애정을 가지도록’ 하는 형이며, 여자아이들에게는 ‘무엇에나 끈기있게’, ‘주변의 정돈’, ‘마음씨 고운 사람이 되도록’, ‘자기의 행동에 책임을 지고’, ‘훌륭한 단체 생활’, ‘부모 동기간에 애정을’이란 형의 자녀교육을 생각하고 있다. 이런 것들은 말하자면 개인적·신변적인 자녀교육이라고 할 수 있으나, 이에 대하여 예의범절, 남의 인격존중, 정의감 등의 대사회적(對社會的)인 자녀교육이 그다지 눈에 띄지 않는다.
자녀교육은 가정에서만으로 완성되는 것은 아니다. 가정에서의 자녀교육을 보완하고 혹은 가정에서 할 수 없는 자녀교육을 부모들은 학교나 교사에게 기대하고 있다. 거기에서의 기대 내용은 예의 범절, 자기의 행동에 대한 책임, 공중도덕 등으로 되어 있으며, 사회에 나와서 집단생활과 사회생활이 원만하게 이루어질 수 있는 인격을 완성시켜 줄 것을 바라고 있다.

## 부모의 태도
자녀교육을 하는 부모의 태도를 분류해보면 3가지로 나눌 수가 있다. 첫째는 ‘현재 아이들로서는 이래야 한다’고 하는 현재 지향이거나, ‘장래 일을 생각하고 자녀교육을 한다’는 미래 지향, 둘째는 왜 자녀교육을 하느냐는 문제로 ‘본래 인간으로서 그렇게 하는 것이 당연하므로’라고 하는 이른바 이념적인 교육과 ‘그렇게 하는 것이 결국 이익이 되므로’라고 하는 실리적 자녀교육, 셋째로 도덕적 행위의 습관화를 바라는 기준을 자녀교육의 방법으로서 본인의 자각에 기대하는 자각적 방법을 취하게 하거나 혹은 행위에 갖가지 구속을 가하는 강제적 방법을 취하느냐 하는 것이다. 이와 같은 분류로 말한다면 현대의 어머니의 자녀교육 태도는 미래 지향적이고 실리적이고 내면적 기준에 의하며 자각적 방법을 지니고 있다고 할 수 있다. 하지만 이것이 하나의 확실한 논리와 태도로서 이루어지고 있지는 않다고 여겨진다. 부모들은 아이들이 무엇을 생각하고 있으며 무엇에 관심을 가지고 있는지, 그 의식이나 행동이 어떻게 되어 있는지 전혀 알 수 없게 되어 있기 때문에 점점 더 자녀교육 방법이 곤란해지고 있다.
이와 같은 상황 속에서 부모들은 아이들에게 하나의 기대를 가지고 있다. 그러나, 그 기대는 사회의 대중화·소비혁명의 시대라고 불리는 현대사회 속에서는 과거와 같은 이상주의적 자세나 성공에의 기대가 상실된 까닭에 조촐한 장래 생활의 안정을 바라는 것에 지나지 않는다. 그러므로 아이들에게 학력을 붙여 주기 위하여 일류교에 진학시키고 큰 회사에 취직할 수 있게 되기를 바라는 것이 제1의 목적이 된다. 3살 때쯤부터 벌써 음감(音感) 교육이니 미술 교육이니 하기 시작하여 이윽고 취학하게 되면, 학교에서 교사가 시키는 학과공부, 또 과외공부 혹은 가정교사에게 매달리게 한다. 그것은 사회적 인간으로서의 인격에 대한 기대가 아니라 다른 아이들과의 비교이거나, 평균점과의 차이이거나, 학교의 격(格)문제이거나 한다. 이런 속에서는 인간형성 같은 것은 문제가 되지 않는다. 여기서 가장 문제가 되는 것은 아이들이 원래 가지고 있는 이상주의적 태도나 정의감이나 창조성과 부모의 기대간의 차가 크기 때문에 아이들은 곧 좌절감 속에서 차차 부모에 끌려들어간다는 것이다. 그것이 때로는 부모의 대한 심한 반발이나 저항이 되어 나타나며, 부모 자식간의 격절(隔絶)상태를 만들어 내게도 된다.

## 같이 보기
- 양육 방식
- 인성 교육
- 집단 따돌림
- 아동 학대